# Даниелян, Элина Юрьевна
Эли́на Ю́рьевна Даниеля́н (арм. Էլինա Դանիելյան; род. 16 августа 1978, Баку, Азербайджанская ССР) — армянская шахматистка, гроссмейстер (2010). Шестикратная чемпионка Армении (1993, 1994, 1999, 2002—2004), победительница командного (2003) и индивидуального (2021) чемпионатов Европы, а также клубного Кубка Европы (2006, 2022). 

## Биография
Элину Даниелян научил играть в шахматы отец, когда ей было 5 лет. С семи лет она стала заниматься в шахматной секции под руководством Рафаэла Саркисова.
В 1988 году из-за начала Карабахского конфликта семья Элины Даниелян была вынуждена переехать из Баку в Ереван, где она продолжила тренироваться в шахматной школе имени Тиграна Петросяна под руководством мастера спорта Овика Халикяна. Уже в 15 лет она впервые выиграла чемпионат Армении среди женщин, а в 16 лет стала первой армянской шахматисткой, получившей звание гроссмейстера среди женщин.
С 1992 года входит в состав женской сборной Армении по шахматам, с 1994 года возглавляет её на командных турнирах.
В 2003 году, играя на первой доске, она привела сборную Армении к победе на командном чемпионате Европы и выиграла золотую медаль на первой доске, а в 2007 году в составе сборной Армении получила бронзовую медаль этого турнира.
В 2003 году по результатам опроса спортивных журналистов была признана лучшим спортсменом года Армении. Указом президента страны Роберта Кочаряна награждена медалью «Мовсеса Хоренаци» за развитие шахмат в Армении.
В 2006 году в составе ереванского клуба «Мика» стала победительницей Кубка европейских клубов.
В 2010 году присвоено звание международного гроссмейстера среди мужчин.
Принимала участие в турнирах женской серии Гран-при, показав высокие результаты: 3 место (2009), 1–2 место (2011), 3 место (2014).
В 2011 указом президента Армении Сержа Саргсяна награждена медалью «За заслуги перед Отечеством» 1-й степени.
В декабре 2017 года заняла третье место на чемпионате мира по быстрым шахматам в Саудовской Аравии.
В августе 2021 года выиграла личный чемпионат Европы, став первой из армянских шахматистов, кому удалось победить на этом турнире.
В 2021 году указом президента Армении Армена Саркисяна награждена медалью «За заслуги перед Отечеством» 2-й степени.
В 2022 году в составе австрийского клуба «ASVOe» второй раз в карьере стала победительницей Кубка европейских клубов.

## Достижения
- Победительница чемпионатов мира среди девушек до 14 лет и 16 лет (1992, 1993).
- Шестикратная чемпионка Армении (1993, 1994, 1999, 2002, 2003, 2004).
- Международный гроссмейстер среди женщин (1994).
- Чемпионка Европы среди женщин по быстрым шахматам (2001).
- Победительница командного чемпионата Европы (2003).
- Победительница Кубка Европы среди клубных команд (2006).
- Бронзовый призёр командного чемпионата Европы (2007).
- Международный гроссмейстер среди мужчин (2010).
- Бронзовый призёр личного чемпионата Европы (2011).
- Победительница личного чемпионата Европы (2021).
- Победительница Кубка Европы среди клубных команд (2022).

## Награды
- Медаль Мовсеса Хоренаци (2003) — за развитие шахмат в Армении.
- Медаль «За заслуги перед Отечеством» 1-й степени (3 сентября 2011) — по случаю 20-летия независимости Республики Армения, за большой вклад в развитие женских шахмат в Республике Армения, за успехи на международных соревнованиях[4][5].
- Орден «За заслуги перед Отечеством» 2-й степени (13 сентября 2021) — за блестящую победу на индивидуальном чемпионате Европы по шахматам среди женщин 2021 года и за представление Армении на международной арене[6]

## Изменения рейтинга
| Графики недоступны из-за технических проблем. См. информацию на Фабрикаторе и на mediawiki.org. |